# Равнища
Равнища е село в Южна България. То се намира в община Мадан, област Смолян.

## География
Село Равнища се намира в планински район, на 7 км от град Мадан и 5 км от село Търън.

## Религии
Жителите на селото изповядват исляма и са помаци.

## Личности
Чичо Ники - Библиотекар, историк.
1. ↑  www.grao.bg